# IC 910
IC 910 ist eine aktive Galaxie mit hoher Sternentstehungsrate vom Hubble-Typ S? im Sternbild Bärenhüter am Nordsternhimmel. Sie ist schätzungsweise 364 Millionen Lichtjahre von der Milchstraße entfernt und hat einen Durchmesser von etwa 55.000 Lichtjahren. Gemeinsam mit der Galaxie 2MASX J13410943+2316400 bildet sie ein gebundenes Paar.
Im selben Himmelsareal befinden sich u. a. die Galaxien IC 911, IC 912, IC 913, IC 914.
Hier wird mit Gaia 15abd ein Supernova-Kandidat beobachtet.
Das Objekt wurde am 16. Juni 1892 vom französischen Astronomen Stéphane Javelle entdeckt.